# ОШ „Раде Драинац” Београд
ОШ „Раде Драинац” је основна школа која се налази у Борчи, на територији општине Палилула у Београду. Једна је од 3 основне школе у Борчи, поред ОШ „Стеван Сремац” и ОШ „Јован Ристић”.

## Историјат
Школа је саграђена 1970. године као издвојено одељење ОШ „Стеван Сремац”, а 1976. године почиње самостално да ради под називом ОШ „Вељко Влаховић”. Прве школске године школа је имала 27 одељења са 258 ученика, а 33 године након отварања школа је имала 72 одељења са 1997 ученика. Јануара 1987. године свечано је отворен новодограђени део зграде са 16 кабинета, читаоницом, салом за представе, зубном ординацијом и амбулантом. Школске године 2005/06. школа је променила назив у садашњи, названа је по српском песнику Радету Драинцу.

## Школа данас
Школу данас похађа 1550 ученика у две смене. Школа садржи:
- 15 учионица за ученике млађих разреда и 13 за ученике старијих разреда
- учионицу за одељење ученика са сметњама у развоју и летњу учионицу
- кабинети за верско и грађанско васпитање, техничко информатичко образовање и информатику
- модерно опремљену велику салу и малу за ученике млађих разреда
- технички опремљену свечану салу са 120 места
- библиотеку са читаоницом и делом за наставнике
- школску кухињу са трпезаријом
- стоматолошку ординацију за ученике школе

Дан школе је 16. март.